# Mate.Feed.Kill.Repeat
Mate.Feed.Kill.Repeat. (ofte forkortet MFKR) er den første udgivelse fra det amerikanske metalband Slipknot. Albummet blev udgivet af dem selv d. 31. oktober 1996, og  genudgivet d. 13. juli 1997 gennem -ismist Recordings. Albummet var en indskrænkede udgave med kun 666 oplag ifølge -ismist Recordings' oplysninger. De originale CDer har en værdi på 100-250$ alligevel blev et originalt album solgt på eBay d. 23. marts 2007 for 760$  
Siden succesen af bandets officielle debutalbum Slipknot er Mate.Feed.Kill.Repeat. blevet lagt ud på internettet og været gennem flere fildelingsprogrammer hvilket har gjort at sangene findes overalt på nettet.
I 2005 blev albummet overraskende gentrykt og muligt at købe på Amazon.com i begrænsede antal. Denne udgivelse var faktisk en piratkopi da albummet aldrig er blevet genudgivet officielt.

## Musikstilen
Mate.Feed.Kill.Repeat er en del anderledes end de andre Slipknot albums. Albummet var indspillet før mange af de nuværende medlemmer sluttede sig til bandet og musikken er derfor en del anderledes; den kan næsten ikke sammenlignes med deres senere musikstil. I stedet er der en intens eksperimentation med progressivt rock med indflydelse fra teknisk metal. I modsætning til de andre kommende udgivelser er dette ikke et nu-metal album. Det har mere indflydelse fra Mr. Bungle.

## Indspilning af sangene
Flere af sangene fra Mate.Feed.Kill.Repeat-albummet blev genindspillet og i nogen tilfælde omskrevet  til deres senere album. Sangen på deres officielle debutalbum Slipknot "(sic)" har en lille smule af den samme lyriske struktur som på sangen "Slipknot" fra albummet Mate.Feed.Kill.Repeat.
Nummeret "Iowa" har lånt nogen guitar riffs fra "Killers are Quiet." "Confession" er den originale version af "Spit It Out."
Mange af disse indspilninger var også genindspillet til deres EP Crows der aldrig blev udgivet.

## Numre
1. "Slipknot" – 6:54
2. "Gently" – 5:15
3. "Do Nothing/Bitchslap" – 4:19
4. "Only One" – 2:33
5. "Tattered & Torn" – 2:35
6. "Confessions" – 5:03
7. "Some Feel" – 3:35
8. "Killers Are Quiet" / "Dogfish Rising" – 20:42

## Musikere
- Anders Colsefni – Vokalist og perkussion
- Donnie Steele – Lead guitar, rytmeguitar
- Craig Jones – Guitar
- Joey Jordison – Trommer
- Shawn Crahan – Perkussion, bagvokal
- Paul Gray – Bas, bagvokal
- Josh Brainard – Guitar, bagvokal
- Marshall Parker – Trommer

## Fodnoter
1. ↑  Amazon.com: Mate. Kill. Feed. Repeat.: Slipknot: Music